# Notarcha obrinusalis
Notarcha obrinusalis is een vlinder uit de familie van de grasmotten (Crambidae). De wetenschappelijke naam van deze soort is voor het eerst voorgesteld als Astura obrinusalis door Francis Walker in een publicatie uit 1859.
De soort komt voor in Kenia, Congo-Kinshasa, Zambia, China, Oost-Pakistan, India (o.a. op de Nicobaren), Indonesië (Borneo, Molukken) en Australië.